# دانشگاه علوم کاربردی اینهولند
دانشگاه علوم کاربردی اینهولند (هلندی: Hogeschool Inholland ; فرانسوی: Université des sciences appliquées d'Inholland‎ ; آلمانی: Hochschule Inholland) یک دانشگاه علمی کاربردی با ۸ پردیس در شهرهای مختلف واقع در سراسر غرب هلند است. این دانشگاه با بیش از ۳۷۰۰۰ دانشجو از بیش از ۱۰۰ کشور جهان از شیوه آموزشی علوم کاربردی پیروی می‌کند.